# فيليمير خليبنيكوف
فيليمير خليبنيكوف (بالروسية: Велимир Хлебников) (28 أكتوبر 1885 – 28 يونيو 1922) شاعر وكاتب مسرحي روسي، وشخصية رئيسية في الحركة المستقبلية الروسية.
وصفه رومان ياكوبسون بأنه أعظم شعراء العالم في القرن التاسع عشر.

## روابط خارجية
- فيليمير خليبنيكوف على موقع الموسوعة البريطانية (الإنجليزية)
- فيليمير خليبنيكوف على موقع ميوزك برينز (الإنجليزية)